# Camps de Soriguer
Els Camps de Soriguer és una partida de camps de conreu del terme municipal de Conca de Dalt, al Pallars Jussà, a l'antic terme de Toralla i Serradell, en territori del poble d'Erinyà.
Estan situats a l'extrem nord-oriental de l'antic terme de Toralla i Serradell, a l'est d'Erinyà, són ja limítrofs amb el terme municipal de la Pobla de Segur. Són al costat de llevant de la Masia Soriguer, enlairats a l'esquerra del Flamisell i a la dreta de la llau de Gelat. Passa pel seu costat septentrional la carretera L-522.